# Bosques húmedos de Purus-Madeira
Los bosques húmedos de Purus-Madeira (NT0157) son una ecorregión de la cuenca central del Amazonas . Es parte del bioma amazónico . La ecorregión cubre un tramo de tierra plano y relativamente infértil entre los ríos Purus y Madeira, extendiéndose hasta el río Solimões (alto Amazonas) en el norte. Está aislada de otras regiones por el bosque de Várzea inundado estacionalmente a lo largo de estos ríos, y tiene un alto grado de endemismo entre su flora y fauna. El entorno natural está relativamente intacto. La carretera BR-319 fue construida a lo largo de la ecorregión a principios de la década de 1970, pero se deterioró rápidamente y actualmente está cerrada.

## Ubicación
La ecorregión de bosques húmedos de Purus-Madeira se encuentra al este del arco de Carauari, una antigua elevación en Brasil.  La ecorregión se extiende de suroeste a noreste entre el río Purús al oeste y el río Madeira al este, ambos afluentes del río Solimões (alto Amazonas).  Al sur es atravesado por el río Igapó-Açu, el río Ipixuna, el río Itaparaná, el río Mucuim y el río Jari (Afluente del río Purus). 
Los grandes ríos que separan la ecorregión de las regiones circundantes impiden que muchas especies migren desde o hacia otras regiones, creando un ambiente distintivo con varias especies endémicas.  Los bosques húmedos Purus-Madeira están delimitados por la ecorregión Purus-Várzea a lo largo de Purus y la Várzea-Monte Alegre a lo largo de Solimões y Madeira. Los bosques húmedos de Madeira-Tapajós se encuentran en la costa este del río Madeira. Al sur se encuentran tramos de selva de Iquitos-Várzea en los bosques húmedos del suroeste de la Amazonia . 

## Geología
La ecorregión cubre un área casi enteramente plana de 17 404 720 hectáreas (174 047 km²) en la cuenca baja del Amazonas. La llanura contiene grandes ríos serpenteantes que han formado numerosos lagos en herradura y una gran cantidad de pequeños arroyos, todos sujetos a inundaciones anuales.  Las elevaciones varían de 20 a 60 metros. Se encuentra dentro de la cuenca baja del Amazonas, una zona de sedimentos blandos que emergieron hace cinco a dos millones de años. Los suelos son ácidos y pobres en nutrientes, en su mayoría podzoles arenosos o suelos arcillosos hidromórficos. 

## Ecología
La ecorregión se encuentra en la región neotropical y en el bioma de bosques latifoliados húmedos tropicales y subtropicales . 

### Clima
La clasificación climática de Köppen es "Am": ecuatorial, monzónico.  Las temperaturas medias oscilan entre 21 a 32 °C, con una media de 27 °C. Las temperaturas son bastante constantes durante todo el año. La precipitación media anual es de 2200 mm. Las precipitaciones más bajas se registran en julio, con una media de 32,8 mm y las más altas en marzo con un promedio de 321,2 mm. 

### Flora
La mayor parte de la vegetación es selva tropical de tierras bajas con inundación estacional.  La flora presenta una alta biodiversidad y endemismo . En el norte, el bosque es denso, con una cubierta de 30 metros y árboles emergentes de hasta 45 metros. Hay un sotobosque denso. En el sur el dosel es más abierto y el sotobosque menos denso. En el extremo sur, el bosque húmedo se encuentra con parches de sabana boscosa. 
Al igual que otros bosques de la cuenca amazónica las principales familias son Fabaceae, Sapotaceae, Lecythidaceae, Moraceae, Chrysobalanaceae, Lauraceae y Myristicaceae . Las especies más comunes son Eschweilera alba, Eschweilera odora, Pouteria guianensis, Vantanea guianensis, Ragala sanguinolenta, Licania apetala e Iryanthera ulei . Hay cuatro especies de palmeras comunes en la zona: Astrocaryum vulgare, Oenocarpus bataua, Attalea maripa y Socratea exorrhiza . La Spathelia excelsa, con forma de palmera, fructifica una vez y luego muere. Couma utilis proporciona frutos comestibles. La Physocalymma scaberrim es una especie emergente típica de madera dura roja utilizada en muebles. 

### Fauna

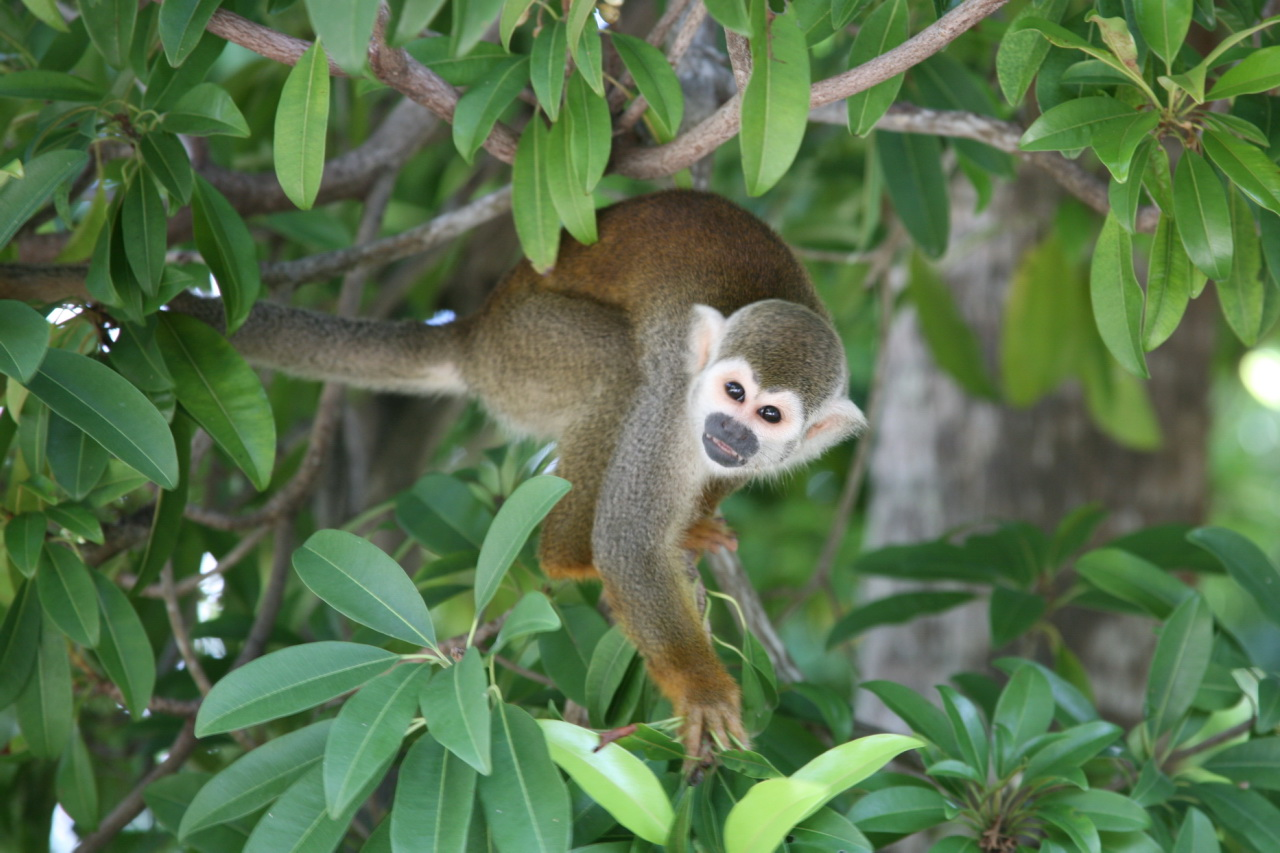
El mono ardilla de orejas descubiertas (Saimiri ustus) es una especie endémica.

Existe una fauna diversa con muchas especies endémicas. Se han registrado 165 especies de mamíferos, de las cuales más de 80 son murciélagos. Los primates incluyen el mono ardilla de orejas descubiertas ( Saimiri ustus ), el capuchino de frente blanca ( Cebus albifrons ), el mono lanudo marrón ( Lagothrix lagotricha ) y cinco especies de mono tití (género Callicebus), de las cuales el tití de Hershkovitz ( Callicebus dubius ), el titi negro ceniciento ( Callicebus cinerascens ) y el tití de collar ( Callicebus torquatus ) son endémico. Otros mamíferos incluyen el perezoso de dos dedos de Hoffmann ( Choloepus hoffmanni ), el perezoso de garganta marrón ( Bradypus variegatus ), el oso hormiguero sedoso ( Cyclopes didactylus ), el tamandua sureño ( Tamandua tetradactyla ), el oso hormiguero gigante ( Myrmecophaga tridactyla ), el pecarí de collar ( Pecari tajacu ), el jaguar ( Panthera onca ), el puma. ( Puma concolor ), corzuela roja ( Mazama americana ), corzuela gris ( Mazama gouazoubira ) y danta sudamericana ( Tapirus terrestris ).  Los mamíferos en peligro de extinción incluyen el mono araña peruano ( Ateles chamek ), el mono araña de mejillas blancas ( Ateles marginatus ) y la nutria gigante ( Pteronura brasiliensis ). 
Se puede encontrar comúnmente la iguana verde ( Iguana iguana ) o los lagartos teyúes (género Tupinambis ). Las serpientes presentes en la zona incluyen la serpiente terciopelo ( Bothrops asper ), la víbora de palma (género Bothriechis ), la serpiente coral (género Micrurus ), la serpiente de monte ( Lachesis muta ) y la boa constrictor ( Boa constrictor ). 
Se han registrado 572 especies de aves, entre ellas el tucán migratorio (género Ramphastos ), el loro amazónico (género Amazona ) y el guacamayo (género Ara ). Las aves residentes incluían tangaras (géneros Tangara y Tachyphonus ), trepadores (género Xiphorhynchus ), 15 especies de paujiles (géneros Crax, Nothocrax, Mitu y Pauxi ) y tinamús (géneros Crypturellus y Tinamus ).  Entre las aves en peligro de extinción se encuentran el paujil amazónico ( Crax globulosa ) y el arasarí cuellirrojo oriental ( Pteroglossus bitorquatus ). 

### Estado
El Fondo Mundial para la Naturaleza clasifica la ecorregión como "relativamente estable/intacta".  La mayor parte del medio ambiente está intacto, excepto el sur; debido a la construcción de una carretera pavimentada ( BR-319 ) a lo largo de la región desde Humaitá hasta Manaus, sin embargo actualmente está cerrada por problemas de mantenimiento. La Carretera Transamazónica cruza el extremo suroeste de la región desde Humaitá hasta Lábrea y ha provocado deforestación para crear pastizales y campos agrícolas. La zona sur está amenazada por incendios controlados y no controlados. La minería en los tramos superiores de los ríos Purús y Madeira provoca contaminación y destrucción del hábitat .  Durante el período de 2004 a 2011 la ecorregión experimentó una tasa anual de pérdida de hábitat del 0,32%.  El calentamiento global obliga a las especies tropicales a migrar hacia zonas más altas para encontrar áreas con temperaturas y precipitaciones adecuadas, por esta razón las ecorregiones bajas y planas, como los bosques húmedos de Purus-Madeira, son extremadamente vulnerables. 